# Premi Oscar 2010
L'82ª edizione della cerimonia di premiazione dei Premi Oscar si è tenuta al Kodak Theatre di Los Angeles il 7 marzo 2010. A condurre la serata sono stati scelti gli attori statunitensi Steve Martin, alla sua terza conduzione e Alec Baldwin, alla sua prima esperienza.
Le candidature sono state annunciate il 2 febbraio 2010.
Il 24 giugno 2009, il presidente dell'Academy Sid Ganis, annunciò in conferenza stampa che dall'edizione del 2010 saranno ben dieci i film candidati nella categoria miglior film. Era dal 1944 che non venivano candidati al miglior film questo numero di pellicole. Nelle intenzioni degli organizzatori c'è quella di dare spazio a film di altra tipologia (come ad esempio documentari, film stranieri o film d'animazione) che meriterebbero comunque di essere inseriti nella categoria.
Il 14 novembre 2009 è stato conferito a Lauren Bacall il premio Oscar alla carriera dalla Academy of Motion Picture Arts and Sciences. Lauren Bacall ha ricevuto questa onorificenza al di fuori della cerimonia ufficiale. Era dal 1994 che non veniva dato un Oscar alla carriera ad una donna: l'ultima vincitrice era stata infatti Deborah Kerr.

## Candidati e vincitori
Vengono di seguito indicati in grassetto i vincitori. Ove ricorrente e disponibile, viene indicato il titolo in lingua italiana e quello in lingua originale tra parentesi.

### Miglior film
- The Hurt Locker, regia di Kathryn Bigelow
- Avatar, regia di James Cameron
- Bastardi senza gloria (Inglourious Basterds), regia di Quentin Tarantino
- The Blind Side, regia di John Lee Hancock
- District 9, regia di Neill Blomkamp
- An Education, regia di Lone Scherfig
- A Serious Man, regia di Joel ed Ethan Coen
- Precious, regia di Lee Daniels
- Up, regia di Pete Docter e Bob Peterson
- Tra le nuvole (Up in the Air), regia di Jason Reitman

### Miglior regia
- Kathryn Bigelow - The Hurt Locker
- James Cameron - Avatar
- Jason Reitman - Tra le nuvole (Up in the Air)
- Lee Daniels - Precious
- Quentin Tarantino - Bastardi senza gloria (Inglourious Basterds)

### Miglior attore protagonista
- Jeff Bridges - Crazy Heart
- George Clooney - Tra le nuvole (Up in the Air)
- Colin Firth - A Single Man
- Morgan Freeman - Invictus - L'invincibile (Invictus)
- Jeremy Renner - The Hurt Locker

### Migliore attrice protagonista
- Sandra Bullock - The Blind Side
- Helen Mirren - The Last Station
- Carey Mulligan - An Education
- Gabourey Sidibe - Precious
- Meryl Streep - Julie & Julia

### Miglior attore non protagonista
- Christoph Waltz - Bastardi senza gloria (Inglourious Basterds)
- Matt Damon - Invictus - L'invincibile (Invictus)
- Woody Harrelson - Oltre le regole - The Messenger (The Messenger)
- Christopher Plummer - The Last Station
- Stanley Tucci - Amabili resti (The Lovely Bones)

### Migliore attrice non protagonista
- Mo'Nique - Precious
- Penélope Cruz - Nine
- Vera Farmiga - Tra le nuvole (Up in the Air)
- Maggie Gyllenhaal - Crazy Heart
- Anna Kendrick - Tra le nuvole (Up in the Air)

### Miglior sceneggiatura non originale
- Geoffrey Fletcher - Precious
- Neill Blomkamp e Terri Tatchell - District 9
- Nick Hornby - An Education
- Jesse Armstrong, Simon Blackwell, Armando Iannucci e Tony Roche - In the Loop
- Jason Reitman e Sheldon Turner - Tra le nuvole (Up in the Air)

### Miglior sceneggiatura originale
- Mark Boal - The Hurt Locker
- Quentin Tarantino - Bastardi senza gloria (Inglourious Basterds)
- Alessandro Camon e Oren Moverman - Oltre le regole - The Messenger (The Messenger)
- Joel ed Ethan Coen - A Serious Man
- Pete Docter, Bob Peterson e Tom McCarthy - Up

### Miglior film straniero
- Il segreto dei suoi occhi (El secreto de sus ojos), regia di Juan José Campanella (Argentina)
- Il canto di Paloma (La teta asustada), regia di Claudia Llosa (Perù)
- Ajami, regia di Iskandar Qubti e Yaron Shani (Israele)
- Il nastro bianco (Das weiße Band), regia di Michael Haneke (Germania)
- Il profeta (Un prophète), regia di Jacques Audiard (Francia)

### Miglior film d'animazione
- Up, regia di Pete Docter e Bob Peterson
- Coraline e la porta magica (Coraline), regia di Henry Selick
- Fantastic Mr. Fox, regia di Wes Anderson
- La principessa e il ranocchio (The Princess and the Frog), regia di Ron Clements e John Musker
- The Secret of Kells, regia di Tomm Moore e Nora Twomey

### Miglior fotografia
- Mauro Fiore - Avatar
- Bruno Delbonnel - Harry Potter e il principe mezzosangue (Harry Potter and the Half-Blood Prince)
- Barry Ackroyd - The Hurt Locker
- Robert Richardson - Bastardi senza gloria (Inglourious Basterds)
- Christian Berger - Il nastro bianco (Das weiße Band)

### Miglior scenografia
- Rick Carter, Robert Stromberg e Kim Sinclair - Avatar
- Dave Warren, Anastasia Masaro e Caroline Smith - Parnassus - L'uomo che voleva ingannare il diavolo (The Imaginarium of Doctor Parnassus)
- John Myhre e Gordon Sim - Nine
- Sarah Greenwood e Katie Spencer - Sherlock Holmes
- Patrice Vermette e Maggie Grey - The Young Victoria

### Migliori costumi
- Sandy Powell - The Young Victoria
- Janet Patterson - Bright Star
- Catherine Leterrier - Coco avant Chanel - L'amore prima del mito (Coco avant Chanel)
- Monique Prudhomme - Parnassus - L'uomo che voleva ingannare il diavolo (The Imaginarium of Doctor Parnassus)
- Colleen Atwood - Nine

### Miglior trucco
- Barney Burman, Mindy Hall e Joel Harlow - Star Trek
- Aldo Signoretti e Vittorio Sodano - Il divo
- Jon Henry Gordon e Jenny Shircore - The Young Victoria

### Migliori effetti speciali
- Joe Letteri, Stephen Rosenbaum, Richard Baneham e Andrew R. Jones - Avatar
- Roger Guyett, Russell Earl, Paul Kavanagh e Burt Dalton - Star Trek
- Dan Kaufman, Peter Muyzers, Robert Habros, e Matt Aitken - District 9

### Miglior montaggio
- Chris Innis e Bob Murawski - The Hurt Locker
- James Cameron, John Refoua e Stephen E. Rivkin - Avatar
- Julian Clarke - District 9
- Sally Menke - Bastardi senza gloria (Inglourious Basterds)
- Joe Klotz - Precious

### Miglior sonoro
- Paul N.J. Ottosson e Ray Beckett - The Hurt Locker
- Christopher Boyes, Gary Summers, Andy Nelson e Tony Johnson - Avatar
- Michael Minkler, Tony Lamberti e Mark Ulano - Bastardi senza gloria (Inglourious Basterds)
- Anna Behlmer, Andy Nelson e Peter J. Devlin - Star Trek
- Greg P. Russell, Gary Summers e Geoffrey Patterson - Transformers - La vendetta del caduto (Transformers: Revenge of the Fallen)

### Miglior montaggio sonoro
- Paul N.J. Ottosson - The Hurt Locker
- Christopher Boyes e Gwendolyn Yates Whittle - Avatar
- Wylie Stateman - Bastardi senza gloria (Inglourious Basterds)
- Mark Stoeckinger e Alan Rankin - Star Trek
- Michael Silvers e Tom Myers - Up

### Migliore colonna sonora
- Michael Giacchino - Up
- James Horner - Avatar
- Alexandre Desplat - Fantastic Mr. Fox
- Marco Beltrami e Beck Sanders - The Hurt Locker
- Hans Zimmer - Sherlock Holmes

### Miglior canzone
- The Weary Kind (Theme From Crazy Heart), musica e parole di Ryan Bingham e T-Bone Burnett - Crazy Heart
- Almost There, parole e musica di Randy Newman - La principessa e il ranocchio (The Princess and the Frog)
- Down in New Orleans, parole e musica di Randy Newman - La principessa e il ranocchio (The Princess and the Frog)
- Loin de Paname, musica di Reinhardt Wagner e parole di Frank Thomas - Paris 36 (Faubourg 36)
- Take It All, parole e musica di Maury Yeston - Nine

### Miglior documentario
- The Cove - La baia dove muoiono i delfini (The Cove), regia di Louie Psihoyos
- Burma Vj - Cronache da un paese blindato (Burma VJ: Reporter i et lukket land), regia di Anders Østergaard e Lise Lense-Møller
- Food, Inc., regia di Robert Kenner e Elise Pearlstein
- The Most Dangerous Man in America: Daniel Ellsberg and the Pentagon Papers, regia di Judith Ehrlich e Rick Goldsmith
- Which Way Home, regia di Rebecca Cammisa

### Miglior cortometraggio
- The New Tenants, regia di Joachim Back e Tivi Magnusson
- The Door, regia di Juanita Wilson e James Flynn
- Instead of Abracadabra, regia di Patrik Eklund e Mathias Fjellström
- Kavi, regia di Gregg Helvey
- Miracle Fish, regia di Luke Doolan e Drew Bailey

### Miglior cortometraggio documentario
- Music by Prudence, regia di Roger Ross Williams e Elinor Burkett
- China’s Unnatural Disaster: The Tears of Sichuan Province, regia di Jon Alpert e Matthew O’Neill
- The Last Campaign of Governor Booth Gardner, regia di Daniel Junge e Henry Ansbacher
- The Last Truck: Closing of a GM Plant, regia di Steven Bognar e Julia Reichert
- Rabbit à la Berlin, regia di Bartek Konopka e Anna Wydra

### Miglior cortometraggio d'animazione
- Logorama, regia di Nicolas Schmerkin
- French Roast, regia di Fabrice O. Joubert
- Granny O'Grimm's Sleeping Beauty, regia di Nicky Phelan e Darragh O’Connell
- The Lady and the Reaper (La Dama y la Muerte), regia di Javier Recio Gracia
- Questione di pane o di morte (A Matter of Loaf and Death), regia di Nick Park

## Premi speciali

### Oscar alla carriera
- Lauren Bacall
- Roger Corman
- Gordon Willis

### Premio alla memoria Irving G. Thalberg
- John Calley